# Refugi antiaeri del Parc Dalmau
El refugi antiaeri del parc Dalmau és un edifici de Calella (Maresme) que està situat a la part baixa del parc, amb entrada per l'avinguda del Parc.

## Descripció
El refugi s'estructura a partir d'un túnel principal que es ramifica en tres de secundaris. S'accedeix a l'entrada del túnel principal des d'una esplanada. Els tres túnels secundaris finalitzen en una tanca de reixa. El túnel principal té 24,5 m inicials excavats a cel obert, amb parets de blocs de pedra lligada amb morter de calç i coberta amb volta catalana. L'accés als dos túnels secundaris presenta el mateix tipus de volta, al llarg, tan sols, d'un metre, aproximadament. La resta dels diversos túnels es va excavar al sauló, fent galeria. El refugi del Parc té una galeria principal de 66 metres de llargada, 2 metres d'alçada i 2 metres d'amplada, també té tres galeries transversals de més de 20 metres de llargada cadascuna.

## Història
El refugi antiaeri del parc Dalmau es va inaugurar l'any 1937, mesos més tard que el comitè municipal, el 2 de novembre de 1936, decidís la creació d'uns refugis per a protegir la població civil dels bomardejos aeris. Es van construir tres refugis a la ciutat: el primer a la muntanya del Roser, el segon al parc dels Pins o parc Dalmau i el tercer anomenat la Granja. Tots tres tenien una cabuda total de 3600 persones, just la meitat de la població de Calella en aquell moment. Els refugis quedaven una mica lluny del nucli de població i per això no es van usar massa.
Calella va patir dos bombardejos aeris. El primer es va produir el 4 d'abril de 1937 quan un avió trimotor provinent de l'illa de Mallorca, va bombardejar la fàbrica Llobet-Guri causant nombrosos danys materials però cap víctima entre la població. Més greu va ser el bombardeig del 24 de novembre de 1938, quan quatre bombes van causar tres morts, diversos ferits i importants danys als habitatges. Avui el refugi del Parc és un vestigi representatiu de la lluita per a la consecució dels drets i les llibertats democràtiques a Catalunya.
El cop d'estat militar del 18 de juliol de 1936 contra la legalitat representada pel Govern de la República, va comportar l'esclat de la Guerra Civil espanyola (1936-1939). Un dels factors més importants en el decurs del conflicte va ser la guerra aèria. L'exèrcit franquista, amb l'ajut de les aviacions italiana i alemanya, va dur a terme bombardejos sistemàtics sobre la població civil, i va fer de la rereguarda un altre front de guerra. Aquest fet va provocar que es construïssin milers de refugis antiaeris, públics i privats, arreu de Catalunya. Amb aquest propòsit, la Generalitat de Catalunya va crear, el juny de 1937, la Junta de Defensa Passiva, que es va estendre a l'àmbit local.

## Enllaços externs

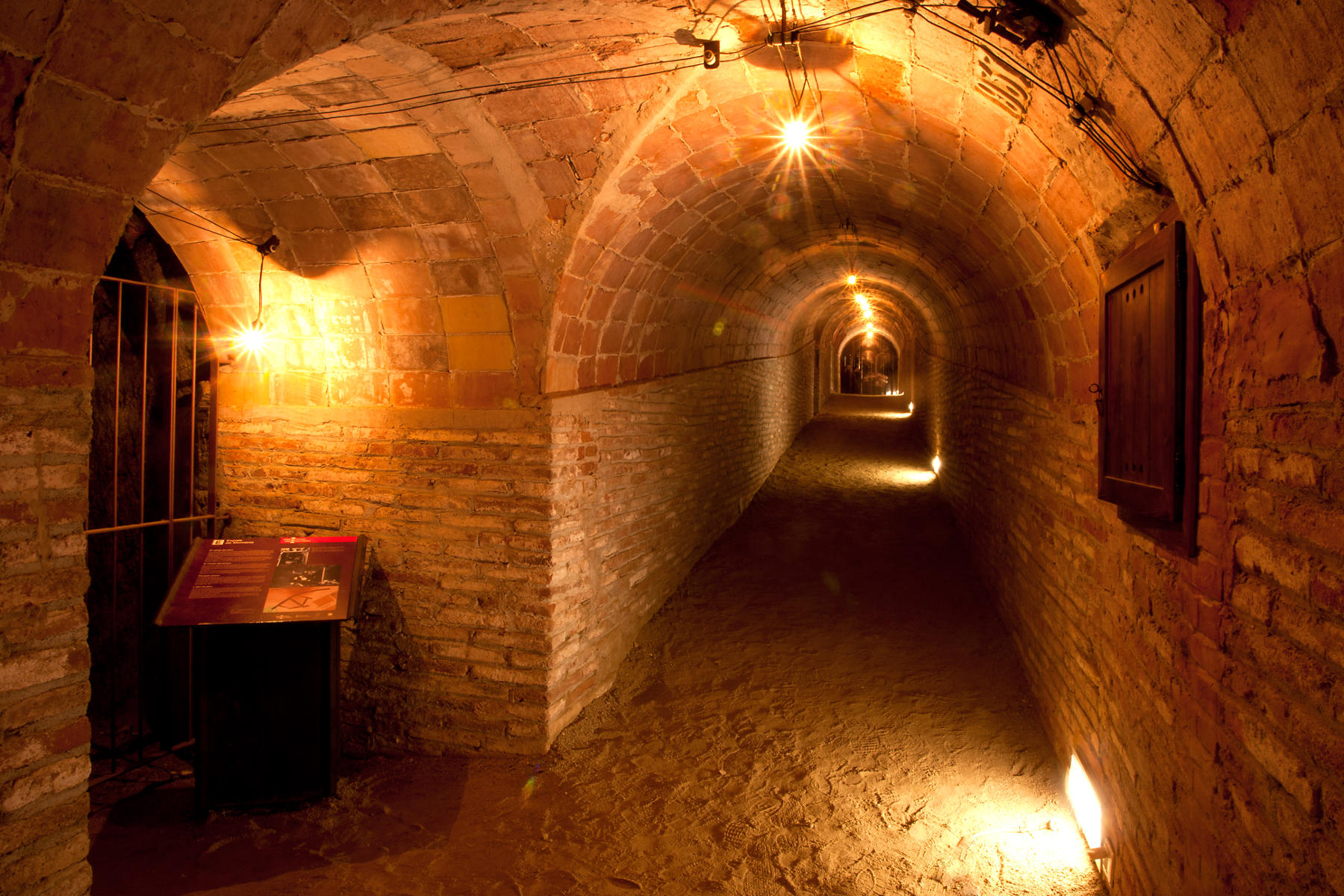
Tram inicial